# Man 2 Man
Pour les articles homonymes, voir Fast (homonymie).
The Fast est un groupe américain de hi-NRG, originaire de New York. Il est formé au milieu des années 1970 par les frères Paul Zone (Paolo Cilione, chant), Miki Zone (Bruno Cilione, guitare) et Armand « Mandy » Zone.

## Biographie

### Période The Fast
En 1975, The Fast font partie de la scène new-yorkaise qui se produit au CBGB et au Max's Kansas City, au même titre que Blondie, The Ramones ou Television. Leur premier single, Boys Will Be Boys, produit par Bobby Orlando, est édité par CBS Records et paraît en Angleterre en 1976. Le second, It's Like Love (Ram records), produit par Richard Gottehrer, sort en 1977 avec Kids Just Wanna Dance en face B. Le troisième sera B Movies / Cars Crash (Sounds Interesting Records) en 1979.
En 1978-1979, ils tournent à travers les États-Unis en première partie de The Cars. Ric Ocasek produit ensuite en partie de leur premier album, The Fast For Sale (Recca Records), sorti en 1980, mais sans Mandy Zone qui a quitté le groupe en 1978 pour former Ozone. En 1981 sort leur deuxième album, Leather Boys From The Asphalt Jungle (Recca Records). Paul et Miki Zone vont ensuite délaisser les instruments classiques du rock pour se tourner vers les synthétiseurs et la musique électronique. Ils sortent un dernier single sous le nom de The Fast : Moontan / Love Is Like An Itchin In My Heart (Recca Records), paru en 1982. Ils se produisent alors en duo.
En 2005, Recca Records édite un CD regroupant la majeure partie des enregistrements de The Fast : Boys Will Be Boys (1976-1982) et Live at Max's Kansas City '77.

### Période Man 2 Man
Au début des années 1980, les deux frères Zone participent à différents enregistrements de hi-NRG, notamment pour les productions de Bobby Orlando (Divine, The Flirts...). Peu de temps après, ils créent un nouveau groupe, d'abord appelé Man's Favourite Sports, avant de se rebaptiser Man 2 Man.
En 1985, ils sortent leur premier single Male Stripper en collaboration avec Man Parrish. Le titre connaîtra un certain succès en 1987 (64e puis 4e de l'UK Singles Chart,), après le décès de Miki Zone le 31 décembre 1986 à la suite d'une méningite cérébro-spinale provoquée par le SIDA.
Paul Zone change alors le nom du groupe en Man to Man, et continue sa carrière durant les années 1990. Ils enregistrent une reprise du hit I Need a Man de Grace Jones qui atteindra la 43e place des charts britanniques En 2008, il sort sur iTunes le titre I'll Try Anything Once, sur lequel chante Deborah Harry.

## Discographie
- 1976 : Boys Will Be Boys (single, CBS Records UK)
- 1977 : It's Like Love / Kids Just Wanna Dance (single, Ram Records)
- 1979 : B Movies / Cars Crash (single, Sounds Interesting Records)
- 1980 : The Fast for Sale (LP, Recca Records)
- 1981 : Leather Boys from the Asphalt Jungle (LP, Recca Records)
- 1982 : Moontan / Love Is Like An Itchin In My Heart (single, Recca Records)

### Singles
- Male Stripper
- Hottest of the Hot
- New York City Beat
- Energy Is Eurobeat / I Need a Man
- Energy Is Eurobeat / Mexico
- Hard Hitting Love
- Who Knows What Evil?
- These Boots are Made for Walkin'(with Jessica Williams)
- Sex Symbol
- At the Gym
- Hottest of the Hot
- Mexico
- Walk Like a Man
- 1987 : I Need a Man/ The Loneliest Man In The World / I Need a Dub (ZYX Records)
- I'll Try Anything Once (Debbie Harry au chant)